# Signs (Album)
Signs ist ein Jazzalbum des Peter Brötzmann Chicago Tentet. Die am 17. und 18. Juni 2002 in den Airwave Studios/Chicago und 2003 und im Västerås Konserthus in Västerås entstandenen Aufnahmen erschienen 2004 auf Okka Disk.

## Hintergrund
Durch gemeinsame musikalische Imperative verbunden, fasste das Peter Brötzmann Chicago Tentet 1997 in Chicago Fuß, zunächst als Oktett. Das Debütalbum The Chicago Octet / Tentet 1 / 2 / 3 erschien 1998. Signs ist das fünfte Album des Ensembles; es enthielt drei längere Stücke des Ensembles. „Six Gun Territory“ and „Signs“ wurden in den Airwave Studios/Chicago am 17. und 18. Juni 2002 aufgenommen. „Bird Notes“ wurde am 3. November 2003 im Västerås Konserthus in Västerås, Schweden aufgenommen, produziert vom schwedischen Rundfunk für die Reihe New Perspectives. Das weitere Material der Sessions in Chicago und in Västerås erschien ebenfalls 2004 auf dem Album Images.

## Titelliste
- Peter Brötzmann Chicago Tentet – Signs (Okka Disk OD12048)[2]

1. Bird Notes (For Bengt Nordström) (Mats Gustafsson) 19:02
2. Six Gun Territory (Fred Lonberg-Holm) 14:08
3. Signs (Peter Brötzmann) 17:02

## Rezeption
Es ist eine Sache zu behaupten, man wisse, wie Brötzmann klingt, meint Bill Meyer (Dusted). Seine Instrumentalstimme, besonders im Vollklang, sei unverkennbar. Aber seine Diskographie sei sehr abwechslungsreich, und das Tentett klinge, was zu einem großen Teil den vielen lebhaften Persönlichkeiten innerhalb der Gruppe zu verdanken ist, nicht wirklich wie jede andere Brötzmann-Band. Ein Geheimnis für die Langlebigkeit des Chicago Tentet sei Brötzmanns Status als „Elder Statesman“; auch wenn niemand in der Gruppe als Jugendlicher bezeichnet werden könne (zum Zeitpunkt der Aufnahmen war Trompeter Joe McPhee wie Brötzmann in den Sechzigern und der Rest in den Vierzigern), schauten diese merklich zu ihm auf. Wie sonst könnte man erklären, wie diese Gruppe von Bandleadern, mit jahrelangen verworrenen Allianzen und auch einigen Gegensätzen zwischen ihnen, ihr Ego an der Tür abgeben, um diese Band zum Funktionieren zu bringen? Es liege wohl daran, dass Brötzmann ein außergewöhnlich großzügiger Bandleader ist, der durchaus bereit sei, seinen „Platz an der Sonne“ mit der Truppe zu teilen.
Das Fortbestehen des Chicago Tentet des Holzbläsers Peter Brötzmann habe sich als Segen für Liebhaber improvisierter Musik und insbesondere für Fans experimenteller Big-Band-Musik erwiesen, schrieb Jay Collins in One Final Note. Die Arrangements, ob streng oder locker geschrieben, seien sowohl dicht als auch vielfältig und das Ensemble voll von erstaunlichen Improvisatoren. Wie bei früheren Veröffentlichungen präsentieren diese Veröffentlichungen [Signs und Images] verschiedene Aspekte der einzigartigen Mischung aus ausgeschriebener und improvisierter Musik der Band, die sorgfältig für jedes Mitglied der Gruppe zusammengestellt wurde. Bemerkenswert sei auch, dass es sich zwar im Wesentlichen um ein Kollektiv von Führungskräften handle, es aber ein Wunder sei, dass sie so gut zusammenarbeiten würden, wenn sie dieses dichte und manchmal schwierige Terrain bewältigen.